# Robert De Niro
Robert Mario De Niro, Jr. (sinh ngày 17 tháng 8 năm 1943) thường được biết đến với tên Robert De Niro là một diễn viên, đạo diễn và nhà sản xuất phim người Mỹ, đã từng đoạt giải Oscar cho cả hai hạng mục vai chính và vai phụ.
Robert De Niro được nhớ tới nhất với những vai diễn phản diện xuất sắc trong các bộ phim của Brian De Palma và Martin Scorsese. Các bộ phim đáng chú ý có sự góp mặt của De Niro có thể kể tới Bố già phần II (The Godfather Part II), The Deer Hunter, Taxi Driver và Raging Bull.

## Tiểu sử
Robert Mario De Niro, Jr. sinh ngày 17 tháng 8 năm 1943 tại Thành phố New York trong một gia đình nghệ sĩ, bố ông là Robert De Niro, Sr., một họa sĩ và nhà điêu khắc, còn mẹ, bà Virginia Admiral cũng là một họa sĩ. Ông bà của Robert De Niro, Sr. là những người Ý di cư gốc ở Ferrazzano, tỉnh Campobasso thuộc Molise miền Trung nước Ý. Bố mẹ De Niro gặp nhau tại một lớp học vẽ của Hans Hofmann ở Provincetown, Massachusetts, họ ly dị khi cậu bé Robert mới lên 2.
De Niro lớn lên ở khu Little Italy (khu Tiểu Ý) của Manhattan. Cậu được mẹ ghi danh vào trường phổ thông nghệ thuật High School of Music and Art ở New York nhưng bỏ học khi mới 13 tuổi để gia nhập những băng đảng đường phố ở khu Tiểu Ý. Sau đó De Niro quay trở lại con đường nghệ thuật khi đăng ký vào trường kịch nghệ của Stella Adler cũng như hội nghệ sĩ Actor's Studio do Lee Strasberg đứng đầu. Ở tuổi 16 cậu có vai diễn đầu tiên trong vở kịch Con gấu của Anton Chekhov.

## Sự nghiệp

### Giai đoạn đầu
Năm 1963, ở tuổi 20, De Niro có vai diễn điện ảnh đầu tiên khi đạo diễn nổi tiếng Brian De Palma chọn De Niro vào bộ phim The Wedding Party, tác phẩm này mãi đến năm 1969 mới được phát hành. Trong suốt thập niên 1960 Robert dành phần lớn thời gian tham gia sân khấu kịch và chỉ tham gia một số bộ phim như Trois chambres à Manhattan (1965, phim Pháp, De Niro chỉ đóng vai quần chúng) và Greetings (1968, một tác phẩm khác của De Palma).
Vai diễn điện ảnh đáng chú ý đầu tiên của De Niro là vai một vận động viên bóng chày trong Bang the Drum Slowly (1973). Cùng năm này, De Niro cũng bắt đầu mối hợp tác lâu dài và thành công với đạo diễn Martin Scorsese khi tham gia bộ phim Mean Streets của đạo diễn này. Năm 1974 Robert De Niro có vai diễn bước ngoặt, đó là vai "Bố già" Don Vito Corleone thời trẻ trong bộ phim Bố già phần II (The Godfather Part II) của Francis Ford Coppola. Vai diễn này đã mang về cho De Niro Giải Oscar đầu tiên khi ông được trao giải Vai nam phụ xuất sắc nhất năm 1975, 2 năm sau khi Marlon Brando được trao giải Vai nam chính xuất sắc nhất cũng nhờ chính vai diễn Vito Corleone này trong Bố già (The Godfather). Brando và De Niro sau này đã cùng đòng chung trong bộ phim The Score (2001).
Martin Scorsese có lẽ là đạo diễn hợp tác thành công nhất với Robert De Niro. Sau Mean Streets, De Niro còn tham gia rất nhiều phim của Scorsese, trong đó phần lớn Robert thủ vai nhân vật phản diện như Taxi Driver (1976), New York, New York (1977), Raging Bull (1980), The King of Comedy (1983), Goodfellas (1990), Cape Fear (1991) và Casino (1995). Riêng vai diễn ấn tượng Travis Bickle trong Taxi Driver đã giúp Robert De Niro có được đề cử Oscar đầu tiên cho hạng mục vai chính.
Năm 1978, De Niro vào vai Michael Vronsky trong bộ phim về đề tài Chiến tranh Việt Nam The Deer Hunter. Vai diễn này đã mang về cho Robert một đề cử nữa cho Giải Oscar Nam diễn viên chính.

### Giai đoạn sau

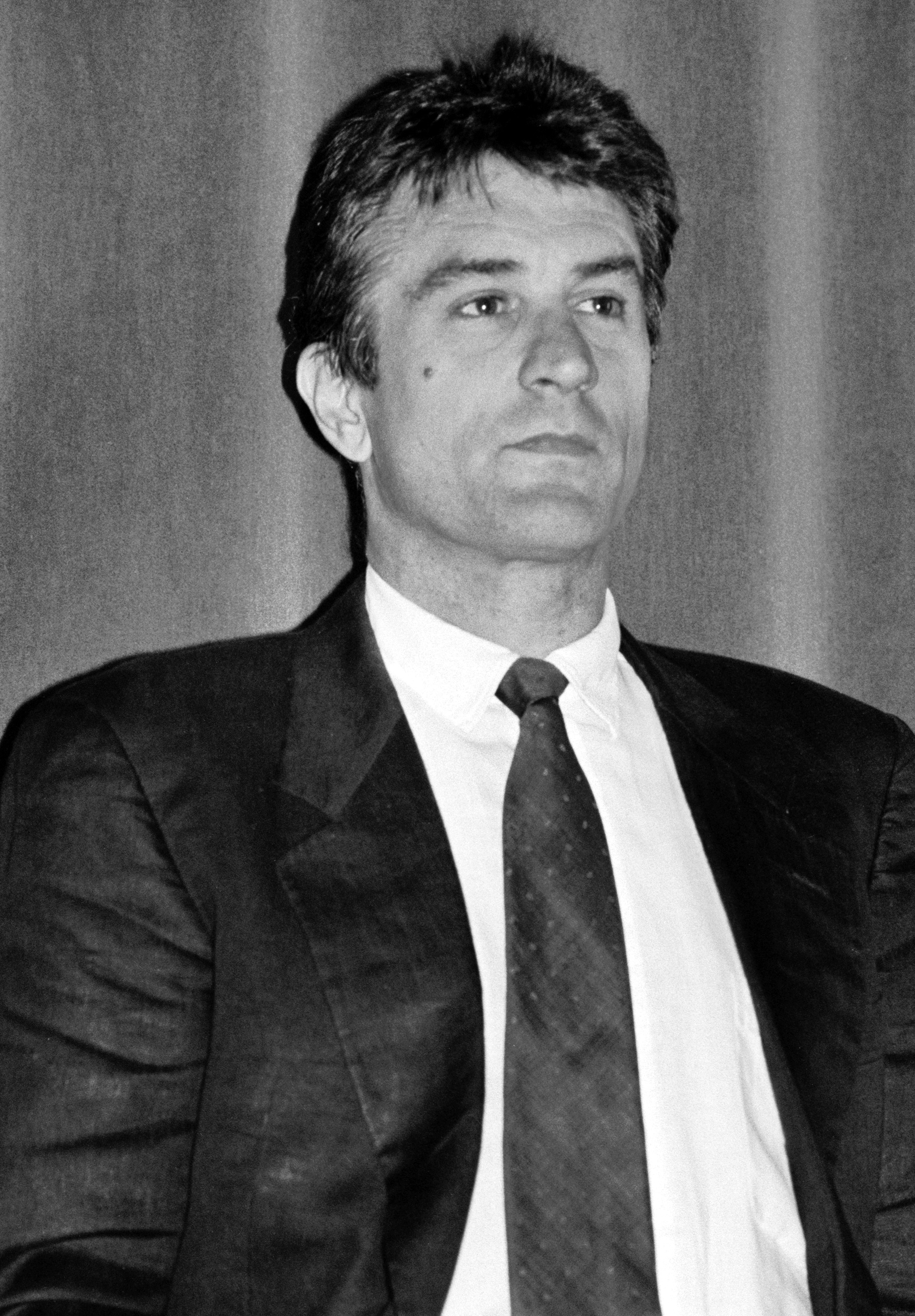
De Niro năm 1988

Robert De Niro nổi tiếng là người đầu tư kỹ lưỡng cho vai diễn. Để vào vai tay đấm Jake LaMotta trong bộ phim Raging Bull (1980) của Martin Scorsese, Robert đã phải tăng 27 kg và học cách đấm bốc thực sự. Chính nhờ sự chuẩn bị tốt và diễn xuất mẫu mực trong vai này mà Robert De Niro đã được trao tượng vàng Oscar ở hạng mục Nam diễn viên chính xuất sắc nhất. Trước đó để vào vai Vito Corleone, De Niro đã sang Sicila sống một thời gian và cũng để trải nghiệm nhân vật trong Taxi Driver, ông đã dành hẳn 3 tháng để làm tài xế taxi thực sự.
Sau khi đạt được các thành công với những vai phản diện, Robert De Niro thử nghiệm khả năng diễn xuất trong thể loại hài và ông cũng thành công với các bộ phim như Midnight Run (1988), Showtime (2002), Meet the Parents (2000) và Meet the Fockers (2004). Cũng trong năm 2004, De Niro lần đầu tiên tham gia vai trò lồng tiếng cho một bộ phim hoạt hình, đó là vai cá mập Don Lino trong Câu chuyện cá mập (Shark Tale).
Năm 1995 De Niro tham gia bộ phim của đạo diễn Michael Mann Heat. Đây là lần đầu tiên ông diễn chung với Al Pacino, cũng là một ngôi sao nổi tiếng trong các vai phản diện hay trùm băng đảng. De Niro và Al Pacino đã từng cùng tham gia bộ phim Bố già phần II nhưng do một người thủ vai Vito Corleone thời trẻ, một người thủ vai Michael Corleone vì vậy hai người chưa hề cùng xuất hiện trong một cảnh quay.
Năm 2006 De Niro đã phải từ chối vai Oliver Queenan trong Điệp vụ Boston (The Departed) của đạo diễn quen thuộc Scorsese vì bận chuẩn bị cho bộ phim The Good Shepherd do chính Robert đạo diễn (Martin Sheen là diễn viên thay thế). Robert De Niro đã tỏ ý rất tiếc vì đã bỏ lỡ vai diễn này

### Thử nghiệm trong vai trò đạo diễn
Năm 1993 De Niro đạo diễn bộ phim đầu tay có tên A Bronx Tale. Kịch bản phim do Chazz Palminteri thực hiện viết về thời niên thiếu ngỗ nghịch của chính tác giả ở khu Bronx. De Niro đã đồng ý đạo diễn A Bronx Tale sau khi xem vở kịch do một mình Chazz thủ vai. Trong tác phẩm đầu tay này Robert vào vai một tài xế xe buýt phải tìm cách tách đứa con trai ra khỏi tầm ảnh hưởng của tay anh chị địa phương, Sonny, do Palminteri đóng.
Mãi đến năm 2006 De Niro mới đạo diễn bộ phim thứ hai, The Good Shepherd với sự tham gia của hai ngôi sao Matt Damon và Angelina Jolie. The Good Shepherd khắc họa lại sự ra đời của CIA, trong đó Damon vào vai một nhân viên phản gián hàng đầu trong thời gian Chiến tranh thế giới thứ hai và Chiến tranh lạnh. De Niro cũng góp mặt trong một vai nhỏ, đó là vai tướng Bill Sullivan, người đã tuyển mộ nhân vật của Damon vào thế giới phản gián.

## Đời tư
Robert De Niro cưới người vợ đầu, nữ diễn viên Diahnne Abbott, năm 1976, hai người có một con chung là Raphael, De Niro cũng nhận nuôi con gái riêng của Abbott là Drena. Robert còn có hai đứa con sinh đôi (bằng phương pháp thụ tinh ống nghiệm), Julian Henry và Aaron Kendrick, với người bạn gái lâu năm Toukie Smith.
Sau khi ly dị Diahnne năm 1988, đến năm 1997, De Niro cưới người vợ thứ hai, Grace Hightower, một cựu tiếp viên hàng không, đứa con đầu tiên của hai người, Elliot, sinh năm 1998.
Tháng 2 năm 1998, trong khi đang quay một bộ phim ở Pháp, De Niro bị cảnh sát bắt giữ để hỏi cung trong 9 tiếng liền, sau đó ông còn bị quan tòa tra hỏi vì sự dính líu đến một đường dây mại dâm. Diễn viên Mỹ đã bác bỏ mọi cáo buộc của các nhà chức trách và tuyên bố trong cuộc phỏng vấn với báo Le Monde rằng mình sẽ không bao giờ quay trở lại nước Pháp và sẽ trả lại huân chương Bắc đẩu Bội tinh cho đại sứ Pháp. Giới chức Pháp sau đó đã giải thích rằng họ gọi De Niro ra tòa vì ông là một nhân chứng quan trọng, chứ không phải nghi can. Năm 2003, Robert De Niro đã cùng đạo diễn Woody Allen, nhạc sĩ nhạc Jazz Wynton Marsalis và nhà văn George Plimpton tham gia một chuyến quảng bá du lịch cho nước Pháp để phản ứng lại trào lưu chống Pháp khi đó ở Mỹ do sự kiện Cuộc xâm lược Iraq năm 2003.
Năm 2003, De Niro đã phải trị liệu ung thư tiền liệt tuyến. Cha của De Niro, ông De Niro Sr. cũng đã qua đời năm 1993 vì bệnh ung thư ở tuổi 71.
Ngày 21 tháng 10 năm 2006, Robert De Niro đã được trao chứng nhận Công dân danh dự của Ý tại lễ trao giải của Liên hoan phim Roma.

## Các phim đã tham gia
| Năm  | Phim                                   | Vai diễn                       | Ghi chú                                            |
| 1965 | Three Rooms in Manhattan               | Vai quần chúng                 |                                                    |
| 1968 | Greetings                              | Jon Rubin                      |                                                    |
| 1969 | Sam's Song                             | Sam                            |                                                    |
| 1969 | The Wedding Party                      | Cecil                          | Quay từ năm 1963                                   |
| 1970 | Bloody Mama                            | Ma Barker                      |                                                    |
| 1970 | Hi, Mom!                               | Jon Rubin                      |                                                    |
| 1971 | Jennifer on My Mind                    | Mardigian                      |                                                    |
| 1971 | Born to Win                            | Danny                          |                                                    |
| 1971 | The Gang That Couldn't Shoot Straight  | Mario Trantino                 |                                                    |
| 1973 | Bang the Drum Slowly                   | Bruce Pearson                  |                                                    |
| 1973 | Mean Streets                           | John 'Johnny Boy' Civello      |                                                    |
| 1974 | Bố già phần II                         | Vito Corleone                  | Giành Giải Oscar Nam diễn viên phụ xuất sắc nhất   |
| 1976 | Taxi Driver                            | Travis Bickle                  | Đề cử Giải Oscar Nam diễn viên chính xuất sắc nhất |
| 1976 | 1900                                   | Alfredo Berlinghieri           |                                                    |
| 1976 | The Last Tycoon                        | Monroe Stahr                   |                                                    |
| 1977 | New York, New York                     | Jimmy Doyle                    |                                                    |
| 1978 | The Deer Hunter                        | Michael Vronsky                | Đề cử Giải Oscar Nam diễn viên chính xuất sắc nhất |
| 1979 | The Swap                               | Sam Nicoletti                  |                                                    |
| 1980 | Raging Bull                            | Jake La Motta                  | Giành Giải Oscar Nam diễn viên chính xuất sắc nhất |
| 1981 | True Confessions                       | Des Spellacy                   |                                                    |
| 1983 | The King of Comedy                     | Rupert Pupkin                  |                                                    |
| 1984 | C'era una volta in America             | David 'Noodles' Aaronson       |                                                    |
| 1984 | Falling in Love                        | Frank Raftis                   |                                                    |
| 1985 | Brazil                                 | Archibald 'Harry' Tuttle       |                                                    |
| 1986 | The Mission                            | Rodrigo Mendoza                |                                                    |
| 1987 | Angel Heart                            | Louis Cypher                   |                                                    |
| 1987 | The Untouchables                       | Al Capone                      |                                                    |
| 1988 | Midnight Run                           | Jack Walsh                     |                                                    |
| 1989 | Jacknife                               | Joseph 'Jacknife' Megessey     |                                                    |
| 1989 | We're No Angels                        | Ned                            |                                                    |
| 1990 | Stanley and Iris                       | Stanley Everett Cox            |                                                    |
| 1990 | Goodfellas                             | Jimmy Conway                   |                                                    |
| 1990 | Awakenings                             | Leonard Lowe                   | Đề cử Giải Oscar Nam diễn viên chính xuất sắc nhất |
| 1991 | Guilty by Suspicion                    | David Merrill                  |                                                    |
| 1991 | Backdraft                              | Donald 'Shadow' Rimgale        |                                                    |
| 1991 | Cape Fear                              | Max Cady                       | Đề cử Giải Oscar Nam diễn viên chính xuất sắc nhất |
| 1992 | Mistress                               | Evan M. Wright                 |                                                    |
| 1992 | Night and the City                     | Harry Fabian                   |                                                    |
| 1993 | A Bronx Tale                           | Lorenzo Anello                 | Kiêm đạo diễn                                      |
| 1993 | Mad Dog and Glory                      | Wayne 'Mad Dog' Dobie          |                                                    |
| 1993 | This Boy's Life                        | Dwight Hansen                  |                                                    |
| 1994 | Mary Shelley's Frankenstein            | Frankenstein                   |                                                    |
| 1995 | Casino                                 | Frank Rosenthal                |                                                    |
| 1995 | Heat                                   | Neil McCauley                  |                                                    |
| 1995 | A Hundred and One Nights               | Người chồng                    |                                                    |
| 1996 | The Fan                                | Gil Renard                     |                                                    |
| 1996 | Sleepers                               | Father Bobby                   |                                                    |
| 1996 | Marvin's Room                          | Dr. Wally                      |                                                    |
| 1997 | Cop Land                               | Moe Tilden                     |                                                    |
| 1997 | Jackie Brown                           | Louis Gara                     |                                                    |
| 1997 | Wag the Dog                            | Conrad Brean                   |                                                    |
| 1998 | Great Expectations                     | Arthur Lustig                  |                                                    |
| 1998 | Ronin                                  | Sam                            |                                                    |
| 1999 | Analyze This                           | Paul Vitti                     |                                                    |
| 1999 | Flawless                               | Walt Koontz                    |                                                    |
| 2000 | The Adventures of Rocky and Bullwinkle | Fearless Leader                |                                                    |
| 2000 | Men of Honor                           | Chief Leslie W. 'Billy' Sunday |                                                    |
| 2000 | Meet the Parents                       | Jack Byrnes                    |                                                    |
| 2001 | 15 Minutes                             | Detective Eddie Flemming       |                                                    |
| 2001 | Siêu trộm so tài (The Score)           | Nick Wells                     |                                                    |
| 2002 | Showtime                               | Mitch Preston                  |                                                    |
| 2002 | City by the Sea                        | Vincent LaMarca                |                                                    |
| 2002 | Analyze That                           | Paul Vitti                     |                                                    |
| 2004 | Godsend                                | Richard Wells                  |                                                    |
| 2004 | Câu chuyện cá mập                      | Don Lino                       | Lồng tiếng                                         |
| 2004 | Meet the Fockers                       | Jack Byrnes                    |                                                    |
| 2004 | The Bridge of San Luis Rey             | Tổng giám mục Peru             |                                                    |
| 2005 | Hide and Seek                          | David Callaway                 |                                                    |
| 2006 | The Good Shepherd                      | Bill Sullivan                  | Kiêm đạo diễn                                      |
| 2007 | Stardust                               | Thuyền trưởng Shakespeare      |                                                    |
| 2010 | Little Fockers                         | Jack Byrnes                    |                                                    |
| 2011 | The Ages of Love                       | Adrian                         |                                                    |
| 2015 | The Inter                              | Ben                            |                                                    |
| 2016 | Tay chơi không tuổi                    | Dick Kelly                     |                                                    |
| 2019 | Joker                                  | Murray Franklin                |                                                    |
| 2022 | Canterbury Glass                       |                                |                                                    |

## Giải thưởng

### Giải Oscar
- Giành giải: Nam diễn viên phụ xuất sắc nhất, Bố già phần II (1974)
- Đề cử: Nam diễn viên chính xuất sắc nhất, Taxi Driver (1976)
- Đề cử: Nam diễn viên chính xuất sắc nhất, The Deer Hunter (1978)
- Giành giải: Nam diễn viên chính xuất sắc nhất, Raging Bull (1980)
- Đề cử: Nam diễn viên chính xuất sắc nhất, Awakenings (1990)
- Đề cử: Nam diễn viên chính xuất sắc nhất, Cape Fear (1991)
- Đề cử: Nam diễn viên phụ xuất sắc nhất, Silver Linings Playbook (2012)
- Đề cử: Phim xuất sắc nhất, The Irishman (2019)
- Đề cử: Nam diễn viên phụ xuất sắc nhất, Killers of the Flower Moon (2023)

### Giải BAFTA
- Đề cử: Diễn viên mới xuất sắc nhất, Bố già phần II (1974)
- Đề cử: Nam diễn viên chính xuất sắc nhất, Taxi Driver (1976)
- Đề cử: Nam diễn viên chính xuất sắc nhất, The Deer Hunter (1980)
- Đề cử: Nam diễn viên chính xuất sắc nhất, Raging Bull (1982)
- Đề cử: Nam diễn viên chính xuất sắc nhất, The King of Comedy (1984)
- Đề cử: Nam diễn viên chính xuất sắc nhất, Goodfellas (1991)

### Giải Quả cầu vàng
- Đề cử: Nam diễn viên chính xuất sắc nhất - Phim chính kịch, Taxi Driver (1976)
- Đề cử: Nam diễn viên chính xuất sắc nhất - Phim hài hoặc phim ca nhạc, New York, New York (1978)
- Đề cử: Nam diễn viên chính xuất sắc nhất - Phim chính kịch, The Deer Hunter (1979)
- Giành giải: Nam diễn viên chính xuất sắc nhất - Phim chính kịch, Raging Bull (1981)
- Đề cử: Nam diễn viên chính xuất sắc nhất - Phim hài hoặc phim ca nhạc, Midnight Run (1989)
- Đề cử: Nam diễn viên chính xuất sắc nhất - Phim chính kịch, Cape Fear (1991)
- Đề cử: Nam diễn viên chính xuất sắc nhất - Phim hài hoặc phim ca nhạc, Analyze This (2000)
- Đề cử: Nam diễn viên chính xuất sắc nhất - Phim hài hoặc phim ca nhạc, Meet the Parents (2001)